# Adolar (Band)
Adolar war eine Alternative-Band aus Stendal, die von 2008 bis 2014 existierte und eine EP und vier Alben produzierte.

## Geschichte
Adolar wurde am 21. Januar 2008 gegründet. Die vier Bandmitglieder kamen ursprünglich aus Stendal in Sachsen-Anhalt. Der Bandname ist einer ungarischen Zeichentrickserie (Adolars phantastische Abenteuer) entliehen.
2009 erschien die 3-Track-Vinyl-EP Planet Rapidia auf Unterm durchschnitt in einer Auflage von 500 Stück, welche nach drei Monaten ausverkauft war. Zum Song Mariokart Vs Kettcar wurde ein Video in Garzweiler III und Köln-Chorweiler gedreht. 2010 tourte die Band durch England, Frankreich, Tschechien, Österreich, die Schweiz und Deutschland. Im März 2010 erschien das Debütalbum Schwörende Seen, ihr Schicksalsjahre! welches in einer Kirche aufgenommen wurde. 2011 kündigte Unterm Durchschnitt das zweite Album der Band an. Adolar begaben sich für die Aufnahmen ins Maarwegstudio in Köln. 2013 vertrat Adolar das Bundesland Sachsen-Anhalt beim Bundesvision Song Contest. Mit dem Titel Halleluja landeten sie auf dem 14. Platz
Am 30. November 2014 gab die Band über Facebook ihre Auflösung bekannt.

## Stil und Rezeption
Die Musik von Adolar wird als Postcore, Postpunk oder Indierock bezeichnet. Von der Presse gab es für das Debütalbum Schwörende Seen, ihr Schicksalsjahre! ein geteiltes Echo: Während Visions 8 von 12 Punkten vergab und „[…] es macht Spaß“ schrieb, meinte Intro: „Poliert-rockige Mehrwertproduktionen fetzen einfach nicht!“ Christian Steinbrink (Intro, Nillson Fanzine) nannte Adolar „eine der vielversprechendsten hiesigen Rockbands der letzten und kommenden Jahre.“ Die SLAM schrieb: „Mit ihrem Debüt beweisen Adolar, dass man auch mit deutschen Texten eine ernstzunehmende und mit dichter Stimmung versehene Scheibe vom Stapel lassen kann und ziehen damit an etlichen deutschsprachigen Bands vorbei, die genau an diesem Anspruch gescheitert sind.“

## Diskografie
- 2009: Planet Rapidia (EP, unterm durchschnitt)
- 2010: Schwörende Seen, ihr Schicksalsjahre! (unterm durchschnitt)
- 2011: Zu den Takten des Programms (unterm durchschnitt)
- 2013: Die Kälte der neuen Biederkeit  (Zeitstrafe)
- 2013: Zu den Takten des Programms (Instrumental) (unterm durchschnitt)